# UFC Fight Night: Miocic vs. Hunt
UFC Fight Night: Miocic vs. Hunt（ユーユーエフシー・ファイトナイト：ミオシッチ・バーサス・ハント、別名UFC Fight Night 65）は、アメリカ合衆国の総合格闘技団体「UFC」の大会の一つ。2015年5月10日、オーストラリア・南オーストラリア州アデレードのアデレード・エンターテイメント・センターで開催された。

## 大会概要
本大会ではスティーペ・ミオシッチとマーク・ハントによるヘビー級ワンマッチが組まれた。
キャリア9戦無敗のCFFCウェルター級王者ジョナヴィン・ウェブがUFCデビュー。

### カード変更
負傷などによるカードの変更は以下の通り。
- ハム・ソヒ → リサ・エリス（第5試合）

- アンドレアス・スタール → ジョナヴィン・ウェブ（第7試合）

## 試合結果

### プレリミナリーカード
第1試合 フライ級ワンマッチ 5分3R
○  ベン・ガイエン vs.  アルプテキン・オズキリッチ ×
1R 4:59 KO（パウンド）
第2試合 ウェルター級ワンマッチ 5分3R
○  ブレンダン・オライリー vs.  ヴィク・グルジック ×
3R終了 判定3-0（29-28、29-28、29-28）
第3試合 女子ストロー級ワンマッチ 5分3R
○  アレックス・チャンバース vs.  ケイリン・カラン ×
3R 3:15 腕ひしぎ十字固め
第4試合 ミドル級ワンマッチ 5分3R
○  ブラッド・スコット vs.  ディラン・アンドリュース ×
2R 4:54 ギロチンチョーク
第5試合 女子ストロー級ワンマッチ 5分3R
○  ベック・ローリングス vs.  リサ・エリス ×
1R 4:09 リアネイキドチョーク
第6試合 ミドル級ワンマッチ 5分3R
○  サム・アルビー vs.  ダニエル・ケリー ×
1R 0:49 TKO（スタンドパンチ連打）
第7試合 ウェルター級ワンマッチ 5分3R
○  カイル・ノーク vs.  ジョナヴィン・ウェブ ×
3R終了 判定2-1（27-30、29-28、29-28）
第8試合 フェザー級ワンマッチ 5分3R
○  ダン・フッカー vs.  日沖発 ×
2R 4:13 KO（左ハイキック→パウンド）

### メインカード
第9試合 ライト級ワンマッチ 5分3R
○  ジェームス・ヴィック vs.  ジェイク・マシューズ ×
1R 4:53 ギロチンチョーク
第10試合 ライトヘビー級ワンマッチ 5分3R
○  ショーン・オコンネル vs.  アンソニー・ペロシュ ×
1R 0:56 TKO（スタンドパンチ連打）
第11試合 ミドル級ワンマッチ 5分3R
○  ロバート・ウィテカー vs.  ブラッド・タヴァレス ×
1R 0:44 KO（左フック→パウンド）
第12試合 ヘビー級ワンマッチ 5分5R
○  スティーペ・ミオシッチ vs.  マーク・ハント ×
5R 2:47 TKO（パウンド）

### 各賞
ファイト・オブ・ザ・ナイト： 該当者なし
パフォーマンス・オブ・ザ・ナイト： ロバート・ウィテカー、ジェームス・ヴィック、ダン・フッカー、アレックス・チャンバース
各選手にはボーナスとして5万ドルが支給された。